# フィリップ・ルースロ
フィリップ・ルースロ（Philippe Rousselot, 1945年9月4日 - ）は、フランス・ムルト＝エ＝モゼル県出身の映画撮影監督。写真・映画学校（École Louis-Lumière）で学ぶ。

## 来歴
1987年の『戦場の小さな天使たち』と1990年の『ヘンリー&ジューン/私が愛した男と女』でアカデミー撮影賞にノミネートされ、1992年の『リバー・ランズ・スルー・イット』で同賞を受賞した。

## 主な作品
- ディーバ Diva (1981)
- 溝の中の月 La Lune dans le caniveau (1982)
- エメラルド・フォレスト The Emerald Forest (1984)
- テレーズ Thérèse (1986)
- 戦場の小さな天使たち Hope and Glory (1987)
- 危険な関係 Dangerous Liaisons (1988)
- 俺たちは天使じゃない We're No Angels (1989)
- 美しすぎて Trop belle pour toi (1989)
- ヘンリー&ジューン/私が愛した男と女 Henry & June (1990)
- メルシー・ラ・ヴィ Merci la vie (1991)
- リバー・ランズ・スルー・イット A River Runs Through It (1992)
- ジャック・サマースビー Sommersby (1993)
- フレッシュ・アンド・ボーン/渇いた愛のゆくえ Flesh and Bone (1993)
- 王妃マルゴ La Reine Margot (1994)
- インタビュー・ウィズ・ヴァンパイア Interview with the Vampire: The Vampire Chronicles (1994)
- ジキル&ハイド Mary Reilly (1996)
- ラリー・フリント The People vs. Larry Flynt (1996)
- ハーモニーベイの夜明け Instinct (1999)
- ランダム・ハーツ 'Random Hearts (1999)
- タイタンズを忘れない Remember the Titans (2000)
- テイラー・オブ・パナマ The Tailor of Panama (2001)
- PLANET OF THE APES/猿の惑星 Planet of the Apes (2001)
- アントワン・フィッシャー きみの帰る場所 Antwone Fisher (2002)
- ビッグ・フィッシュ Big Fish (2003)
- コンスタンティン Constantine (2005)
- チャーリーとチョコレート工場 Charlie and the Chocolate Factory (2005)
- ブレイブ ワン The Brave One (2007)
- グレート・ディベーター 栄光の教室 The Great Debaters (2007)
- シャーロック・ホームズ Sherlock Holmes (2009)
- サイコ リバース Peacock (2010)
- 幸せの教室 Larry Crowne (2011)
- シャーロック・ホームズ シャドウ ゲーム Sherlock Holmes: A Game of Shadows (2011)
- ビューティフル・クリーチャーズ 光と闇に選ばれし者 Beautiful Creatures (2013)
- ナイスガイズ! The Nice Guys (2016)
- ファンタスティック・ビーストと魔法使いの旅 Fantastic Beasts and Where to Find Them (2016)
- ファンタスティック・ビーストと黒い魔法使いの誕生 Fantastic Beasts: The Crimes of Grindelwald (2018)
- ウィズアウト・リモース Without Remorse (2021)
- ビースト Beast (2022)